# 아프리칸스어
아프리칸스어(아프리칸스어: Afrikaans)는 남아프리카 공화국과 나미비아에서 주로 쓰이는 서게르만어군 언어이다. 16세기 ~ 17세기에 네덜란드 출신 이주자들의 후손(보어인)이 써오던 네덜란드어가 독자적인 변화를 거치면서 성립된 언어이다. 네덜란드 본국의 언어와 교류가 단절되고, 이후 이주자들에 의해 유입된 프랑스어, 포르투갈어, 영어, 말레이어 등의 언어와 아프리카 토착 언어인 반투어가 혼합되어 형성된 크리올어의 일종이다. 19세기까지는 네덜란드어의 방언으로 간주되었으나 이후 정치면으로는 물론이고 언어면으로도 완전히 별개의 언어로 간주되어 네덜란드어가 속하는 서게르만어군에 속하는 독자적인 언어로 분류된다. 대체로 네덜란드어와 유사한데, 특히 낱말 면에서는 90퍼센트 이상이 네덜란드어에 뿌리를 두나 문법 면으로는 상당한 차이점이 있다. 문법은 크게 간략화된 특징이 있으며 인도유럽어 가운데 영어, 페르시아어, 벵골어 등과 함께 성(문법에서의)의 구별이 없다.
19세기 말부터 네덜란드어와 다른 독자적인 표준화가 이루어졌고, 1925년 영어와 함께 남아프리카 연방의 공용어로 정식 지정되어 현재에 이른다. 1990년대에 새 흑인정권이 출범한 후로도 영어 및 반투어족 9개 언어와 함께 남아프리카 공화국의 공용어 중 하나이며, 실제 사용 인구로는 영어를 앞서 줄루어와 코사어 다음으로 많다. 남아프리카 공화국 외에도 나미비아에서는 1990년 독립 이전까지 공용어 중 하나였으며, 독립 후 영어를 공용어로 채택했는데도 나미비아 전체에서는 실제 사용자 수가 가장 많은 언어이다. 그 외에 주변의 레소토, 보츠와나, 에스와티니, 잠비아, 짐바브웨 등에도 소수의 사용자가 있으며, 미국, 뉴질랜드, 아르헨티나, 네덜란드 등지로 이주해 간 사람들도 사용한다. 2022년 5월, 아프리칸스어가 처음으로 남아프리카의 토착어로 인정되었습니다.

## 음운

### 닿소리
|                |            | 입술소리 | 치경음 | 후치경음 | 혓바닥소리 | 성문음 |
| -------------- | ---------- | -------- | ------ | -------- | ---------- | ------ |
| 비음           | 비음       | m        | n      |          | ŋ          |        |
| 파열음/ 파찰음 | 안울림소리 | p        | t      | tʃ       | k          |        |
| 파열음/ 파찰음 | 울림소리   | b        | d      |          |            |        |
| 마찰음         | 안울림소리 | f        | s      | ʃ        | χ          |        |
| 마찰음         | 울림소리   | v        |        | ʒ        |            | ɦ      |
| 접근음         | 접근음     | v        | l      |          | j          |        |
| 전동음         | 전동음     |          | r      | r        |            |        |

- 모든 장애음은 음절 끝에서 무성음으로 난다. 따라서 b와 d는 음절말에서 각각 p와 t로 발음된다.
- /ɡ, dʒ, z/는 외래어에서만 나타나고, /ɡ/는 일부 환경에서 /χ/의 변이음으로 난다.
- /χ/는 구개수음 [χ ~ ʀ̥]로 소리가 나며 /x/는 몇몇 화자에서만 나타난다.
- /r/은 대체로 치경음으로, 즉 [r](전동음) 또는 [ɾ](탄음)로 소리가 나며, 케이프 지방 중 일부에서는 구개수음, 즉 [ʀ](전동음) 또는 [ʁ](마찰음)로 소리가 난다.

### 홀소리

#### 홑홀소리
|        | 전설  | 전설   | 중설 | 중설 | 후설 |
| 비원순 | 원순  | 비원순 | 원순 |      | 후설 |
| ------ | ----- | ------ | ---- | ---- | ---- |
| 고모음 | i     | y, yː  |      |      | u    |
| 중모음 | e, eː |        | ə    | œ    | o    |
| 저모음 | a     |        |      |      | ɑː   |

#### 겹홀소리
|        |        | 전설   | 중설 | 후설 |
| ------ | ------ | ------ | ---- | ---- |
| 중모음 | 비원순 | ɪø, əi | ɪə   |      |
| 중모음 | 원순   | œi     | ʊə   | œu   |
| 저모음 | 저모음 | ɑːi    |      |      |

## 같이 보기
- 아랍 아프리칸스어
- 남아프리카 공화국의 언어